# Saccobolus chenocopricus
Saccobolus chenocopricus är en svampart som beskrevs av Dissing 1989. Saccobolus chenocopricus ingår i släktet Saccobolus och familjen Ascobolaceae.   Inga underarter finns listade i Catalogue of Life.